# Шарл Фурије
Шарл Фурије (фр. Charles Fourier; Безансон, 7. април 1772 — Париз, 10. октобар 1837), био је француски филозоф и економиста, велики друштвени реформатор и један од претеча социјалистичког покрета.
Шарл Фурије се поред Роберта Овена и Сена Симона убрајао у утопијске социјалисте. Није толико значајан као Сен Симон иако је био под истим утицајима као и он. Руководио се схватањима француских материјалиста који су тежили да утврде јединство света. Увиђајући тешку ситуацију ситнбуржоазије и пролетаријата угрожених индустријском револуцијом, дао је оштру критику капиталистичког система.

## Биографија
Шарл Фурије је рођен у породици малог трговца, очев посао није га занимао, већ се заносио идејом да постане војни инжењер или архитекта. Али како није био аристократског порекла, није имао никакве шансе да га приме у војну школу, па се на крају помирио са судбином и радио као службеник за разно разне трговце (економиста). Ипак није био задовољан својим послом, а ни својим послодавцима па их је често мењао, као и градове у којима је живио од 1791. до 1816. живео је и радио у Паризу, Руану , Лиону, Марсељу. Био је и филозоф и током свог живота бавио се психологијом социјализма.
Пред крај живота Шарл Фурије је стекао велики број присталица који су, не само ширили, већ и покушавали да практично остваре његову идеју о експерименталним заједницама, фалангама, као прелазном степену ка "друштву хармоније". Тако је у Сједињеним Америчким Државама четрдесетих година XIX века основано око двадесет девет заједница, у којима су људи живели удружени као произвођачи и као потрошачи и радили оно за шта су имали природне склоности. Међутим, ни једна од њих није трајала дуже од пет до шест година.

## Психолшки социјализам
У свим досадашњим етапама историјског процеса политика и морал нису постигли да људи заволе рад. Класа произвођача је добрим делом незапослена или ради без икаквог задовољства и споро. Да би се произвођачи више заинтересовали за рад, треба га учинити привлачним. Сваки човек има право на рад, али треба да ради, на пословима који га интересују и производи ствари које њему и другима доносе задовољство. А то се може постићи једино у оквирима новог индустријског система, који се заснива на производно-потрошачким заједницама у којима би били удружени и складно деловали, радници, капиталисти, научници и уметници. Главни фактори у развоју друштва су признавање права жена и производња. Основни облик друштвено-произвођачких скупина биле би фаланге.
Фаланге су замишљене као пољопривредно-индустријска удружења од 1500 до 1600 особа. Рад би се обављао према индивидуалним склоностима и способностима, а људи са истим склоностима удруживали би се у скупине. Да би се уклониле све препреке које су у току три хиљаде година парализовале "социјални дух", потребно је по Фуријеу испунити бар три основна услова. Тако он наглашава да треба елиминисати сиромаштво које у највећој мери произилази из незапослености, спречити социјалне конфликте који највише настају због сиромаштва и осигурати егзистенцијални минимум за све чланове друштвене заједнице. Цивилизовано друштво се креће у зачараном кругу, јер уместо прокламованих циљева, остварује њихове супротности које није у стању да савлада. Тако сви пороци који су се у варварству појављивали у једноставном облику, у цивилизованом друштву добијају "сложен, двосмислен и лицемеран облик". Истовремено у цивилизованом друшву се и "сиромаштво рађа из изобиља"...

## Дела и нешто о њима
Шарл Фурије у својим делима, међу којима су најзначајнија Нови индустријски и друштвени свет, Теорија четири покрета и Расправа о општем јединству, оштро критикује грађанско друштво.
Он иронично указује да у грађанском друштву, уместо слободе и равноправности, постоји социјално поробљавање и да у беди живи огромна већина људи. Друштво се сукобљава са природним потребама људи, а напетост која се ствара у том сукобу је одговорна за људску беду, сматра Фурије. Зато би само реорганизација друштва, која би омогућила испуњавање људских потреба за радошћу и задовољством, окончала ову беду.